# Club athlétique ribéracois rugby
Pour les articles homonymes, voir CAR.
Maillots
Le Club athlétique ribéracois rugby est un club de rugby à XV français situé à Ribérac (Dordogne).
Il évolue pour la saison 2019-2020 en Honneur.

## Histoire
Le CA Ribérac est créé en 1909 ; il est de fait l'un des plus anciens clubs de la Dordogne.
À l’issue de la saison 2006-2007, il termine en tête de sa poule de Fédérale 2 et obtient le droit de jouer en Fédérale 1 (soit la troisième division nationale) pour la saison 2007-2008.
En 2017-2018, il termine 11e de la poule 9 de Fédérale 3 et est relégué en championnat régional pour la saison 2018-2019.

## Palmarès
- Champion de France de Division d'Honneur : 2000[2]
- Champion de France de 1re série : 1997[2]

## Bilan par saison
| Saison    | Championnat                         | Nb équipes/poule | Classement | Phase finale  | Titres             |
| --------- | ----------------------------------- | ---------------- | ---------- | ------------- | ------------------ |
| 2019-2020 | Honneur régional Nouvelle-Aquitaine |                  |            |               |                    |
| 2018-2019 | Honneur régional Nouvelle-Aquitaine | -                | -          | -             | -                  |
| 2017-2018 | Fédérale 3                          | 9                | 11e        | -             | -                  |
| 2016-2017 | Honneur Périgord Agenais            | -                | -          | -             | -                  |
| 2015-2016 | Fédérale 3                          | 7                | 9e         | -             | -                  |
| 2014-2015 | Fédérale 3                          | 10               | 5e         | -             | -                  |
| 2013-2014 | Fédérale 3                          | 10               | 5e         | -             | -                  |
| 2012-2013 | Fédérale 2                          | 10               | 7e         | -             | -                  |
| 2011-2012 | Fédérale 1                          | 10               | 10e        | -             | -                  |
| 2010-2011 | Fédérale 1                          | 12               | 9e         | -             | -                  |
| 2009-2010 | Fédérale 2                          | 12               | 1er        | 16e de finale | -                  |
| 2008-2009 | Fédérale 1                          | 8                | 8e         | -             | -                  |
| 2007-2008 | Fédérale 1                          | 8                | 4e         | -             | -                  |
| 2006-2007 | Fédérale 2                          | 12               | 1er        | 8e de finale  | -                  |
| 2005-2006 | Fédérale 2                          | 12               | 2e         | 32e de finale | -                  |
| 2004-2005 | Fédérale 2                          | 12               | 3e         | ?             | -                  |
| 2000-2001 | Fédérale 3                          | ?                | ?          | ?             | ?                  |
| 1999-2000 | Honneur                             | ?                | ?          | ?             | Champion de France |
| 1996-1997 | 1re série                           | ?                | ?          | ?             | Champion de France |

## Personnalités du club

### Anciens joueurs
- Jaouad Eziyar
- Mathurin Barbier
- Fabrice Culine
- Martin Gady
- Mosese Moala

### Présidents
- 2007-2015 : Didier Lachaud[1]
- 2015-2017 : Christophe Capellot[1]
- 2017-2021 : Didier Lachaud, Philippe Chouffier[1]
- depuis 2021 : Éric Fourcade[1]